# Paulina Dachkova
Pour les articles homonymes, voir Dachkova.
Paulina Dachkova (en russe Полина Дашкова), née Tatiana Viktorovna Poliachenko le 14 juillet 1960 à Moscou, en URSS, est une romancière, traductrice et journaliste russe, auteure de roman policier.

## Biographie
Après des études universitaires à l'institut de littérature Maxime-Gorki, elle travaille comme traductrice et interprète de l'anglais vers le russe à la radio et à la Douma.
En 1996, elle publie son premier roman, Кровь нерождённых. Deux de ses romans sont traduits en français : Les Pas légers de la folie (Легкие шаги безумия,1999) et Un hiver rouge (Место под солнцем, 1999). À propos de ce dernier roman, Claude Mesplède estime qu'« en racontant de façon croisée un peu de la vie passée et présente de ses protagonistes, Paulina Dachkova reconstitue les deux décennies durant lesquelles l'URSS est devenue la Russie de toutes les mafias » et le juge comme « un récit captivant qui tient autant du polar que du roman de mœurs ».
« Ses livres diffusés à plusieurs millions d'exemplaires dans son pays en font l'une des plus célèbres romancières russes du genre avec Alexandra Marinina et Boris Akounine »

## Œuvre
- Кровь нерождённых (1996)
- Никто не заплачет (1998)
- Легкие шаги безумия (1999) Publié en français sous le titre Les Pas légers de la folie, Paris, Presses de la Cité (1999)  (ISBN 2-258-05253-X)
- Место под солнцем (1999) Publié en français sous le titre Un hiver rouge, Presses de la Cité (2001)  (ISBN 2-258-05254-8)
- Золотой песок (1999)
- Эфирное время (2000)
- Чеченская марионетка, или Продажные твари (2000)
- Питомник (2000)
- Образ врага (2000)
- Чувство реальности (2002)
- Херувим (2003)
- Качели (2003)
- Приз (2004)
- Игра во мнения (2006)
- Вечная ночь (2006)
- Источник счастья (2007)
- Источник счастья. Книга 2. Misterium Tremendum. Тайна, приводящая в трепет (2008)
- Источник счастья. Книга 3. Небо над бездной (2009)
- Точка невозврата (2010)
- Пакт (2012)
- Соотношение сил (2014)

## Sources
: document utilisé comme source pour la rédaction de cet article.
- Claude Mesplède (dir.), Dictionnaire des littératures policières, vol. 1 : A - I, Nantes, Joseph K, coll. « Temps noir », 2007, 1054 p. (ISBN 978-2-910-68644-4, OCLC 315873251), p. 517-518